# Inca Garcilaso de la Vega
Inca Garcilaso de la Vega (ur. 12 kwietnia 1539 w Cuzco, zm. 23 kwietnia 1616 w Kordowie) – peruwiański historyk.

## Pochodzenie
Jego ojcem był hiszpański konkwistador Sebastian Garcilaso de la Vega y Vargas, a matką inkaska księżniczka Isabel Chimpu Ocllo, córka Inki Tupac Huallpa, wnuczka Inki Tupac Yupanqui.

## Dzieło
Matka nauczyła syna mowy przodków i zasugerowała mu spisanie ich historii. Garcilaso wyruszył w podróż, aby zebrać materiały. W 1600 rozpoczął swoje dzieło Comentarios Reales, dotyczące historii Peru. Pierwszą jego część zakończył w 1604, a drugą w 1612. Jest to dzieło o wielkiej historycznej wartości, mające rangę jedynego dokumentu o starożytnej cywilizacji Peru.

## Tłumaczenia
Przetłumaczył z włoskiego na hiszpański „Dialogi miłości” Leona Hebrajczyka.